# Liste der Naturdenkmale in Alsdorf (Eifel)
Die Liste der Naturdenkmale in Alsdorf nennt die im Gemeindegebiet von Alsdorf ausgewiesenen Naturdenkmale (Stand 4. April 2024).

## Naturdenkmale
| Nr.         | Bezeichnung                         | Lage                                                         | Beschreibung          | Bild                                    |
| ----------- | ----------------------------------- | ------------------------------------------------------------ | --------------------- | --------------------------------------- |
| ND-7232-441 | Lindenallee an der ehemaligen B 257 | nördlich des Ortes an der K 94; Flur Auf dem hohen Rech Lage | Tilia sp., neun Bäume | Direkt Bild zu diesem Denkmal hochladen |